# Metalimnobia (Lasiolimonia) oligotricha
Metalimnobia (Lasiolimonia) oligotricha is een tweevleugelige uit de familie steltmuggen (Limoniidae). De soort komt voor in het Afrotropisch gebied.